# Steve Toltz

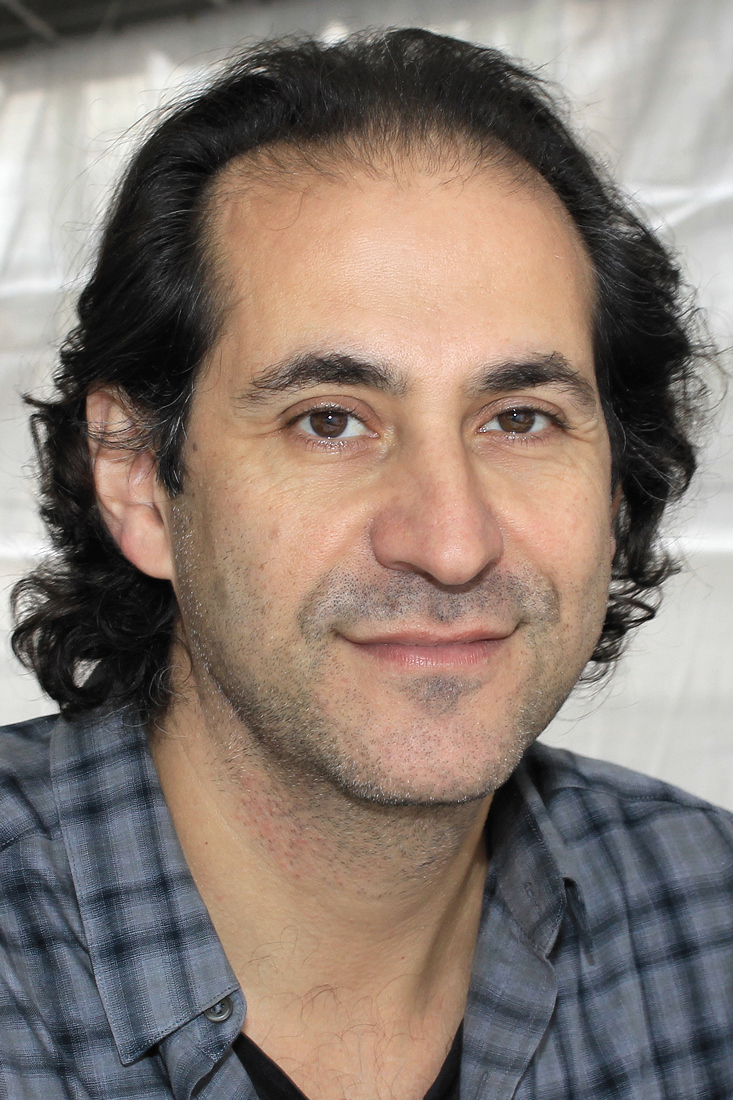
Steve Toltz (2016)

Steve Toltz (geboren 21. Juni 1972 in Sydney) ist ein australischer Schriftsteller.       

## Leben
Steve Toltz graduierte 1994 an der University of Newcastle. Er schlug sich in verschiedenen Berufen und verschiedenen Ländern durch.
Sein erster Roman A fraction of the whole erschien 2008 und kam auf die Shortlist des  Man Booker Prize und des Guardian First Book Award.
Toltz ist mit der Malerin Marie Peter verheiratet. Sie leben in New York City.

## Werke
- A fraction of the whole. New York : Spiegel & Grau, 2008
  - Vatermord und andere Familienvergnügen : Roman. Übersetzung Clara Drechsler, Harald Hellmann. München : Dt. Verl.-Anst., 2010
- Quicksand. London : Sceptre, 2015